# Pentastiridius
Pentastiridius är ett släkte av insekter som beskrevs av Carl Ludwig Kirschbaum 1868. Pentastiridius ingår i familjen kilstritar.

## Dottertaxa tillPentastiridius, i alfabetisk ordning[1][2]
- Pentastiridius badiensis
- Pentastiridius beieri
- Pentastiridius bifurcata
- Pentastiridius breviceps
- Pentastiridius confumata
- Pentastiridius dedecora
- Pentastiridius eurycephala
- Pentastiridius felimontis
- Pentastiridius felis
- Pentastiridius haloxyli
- Pentastiridius inculta
- Pentastiridius iphis
- Pentastiridius kassalana
- Pentastiridius laevifrons
- Pentastiridius lata
- Pentastiridius leporina
- Pentastiridius leporinus
- Pentastiridius limbifer
- Pentastiridius liocara
- Pentastiridius moesta
- Pentastiridius nanus
- Pentastiridius nigripennis
- Pentastiridius obscura
- Pentastiridius pallens
- Pentastiridius paula
- Pentastiridius proxima
- Pentastiridius sinaitica
- Pentastiridius spinicoronata
- Pentastiridius sudanica
- Pentastiridius suezensis
- Pentastiridius verheyeni
- Pentastiridius virgultivaga